# Внутрибрюшная гипертензия
Внутрибрюшная гипертензи́я (от др.-греч. hyper — «над, выше» + лат. tonos — «натяжение; тон») — синдром повышения давления брюшной полости выше 12 мм рт. В том случае если повышение внутрибрюшного давления сопряжено с развитием недостаточности функции органов, то это состояние диагностируют как абдоминальный компартмент-синдромом. Появляется после операции, при тяжёлых травмах и заболеваниях органов брюшной полости. Проявляется сердечной, почечной, дыхательной недостаточностью, нарушениями работы печени и ЖКТ.

## Степени
В зависимости от уровня внутрибрюшного давления различают четыре степени внутрибрюшной гипертензии
- I степень: ИАД 12-15 мм рт. ст.;
- II степень: ИАД 16-20 мм рт. ст.;
- III степень: ИАД 21-25 мм рт. ст.;
- IV степень: ИАД > 25 мм рт.

## Факторы
- Снижение эластичности брюшной стенки;
- Увеличение содержимого внутри просвета кишечника;
- Увеличение внепросветного/внутрибрюшного содержимого;
- Синдром капиллярной утечки и агрессивная инфузионная терапия.

## Симптомы
- Нарушение работы печени, лёгких, органов ЖКТ.
- Повышение давления.
- Появление чувство тошноты.
- Боль в животе.
- Вздутие.

Однако это не полный список симптомов внутрибрюшной гипертензии.